# Luigi Scalier
Luigi Scalier (1902. – 1921.), socijalist. 
Ubijen je u Puli kao protivnik talijanskog fašizma čije su posljedice najviše osjetili multietnički krajevi tadašnje Kraljevine Italije. Sličnu sudbinu doživjeli su Pietro Benussi u Vodnjanu, Antonio Ive u Rovinju, Francesco Papo u Bujama i drugi. Danas Scalierovo ime nosi jedna ulica u centru Pule.